# Keshad Johnson
Keshad Ray Johnson (Oakland, 23 de junho de 2001) é um jogador norte-americano de basquete profissional que atualmente joga no Miami Heat da National Basketball Association (NBA) e no Sioux Falls Skyforce da G-League.
Ele jogou basquete universitário por San Diego State e pela Universidade do Arizona.

## Carreira no ensino médio
Johnson cresceu em Oakland, Califórnia, e inicialmente frequentou a Envision Academy of Arts & Technology. Ele se transferiu para a San Leandro High School antes de sua última temporada. Johnson teve médias de 14,4 pontos, oito rebotes, três assistências, 2,3 bloqueios e 1,9 roubos de bola e foi nomeado o co-MVP da West Alameda County Conference Foothill League em sua única temporada em San Leandro. Ele se comprometeu a jogar basquete universitário por San Diego State.

## Carreira universitária
Johnson começou sua carreira universitária em San Diego State. Ele teve médias de 7,2 pontos e 4,5 rebotes em sua terceira temporada. Em seu último ano, Johnson teve médias de 7,7 pontos e 5,0 rebotes. Após a temporada, ele decidiu utilizar o ano extra de elegibilidade concedido a atletas universitários que jogaram na temporada de 2020 devido à pandemia de COVID-19 e entrou no portal de transferência da NCAA.
Johnson foi transferido para a Universidade do Arizona. Ele teve médias de 11,5 pontos, 5,9 rebotes, 1,8 assistências, 0,7 bloqueios e 1,0 roubos de bola.

## Carreira profissional
Depois de não ser selecionado no draft da NBA de 2024, Johnson assinou um contrato duas vias com o Miami Heat e seu afiliado da NBA G League, Sioux Falls Skyforce, em 1º de julho de 2024.

## Estatísticas da carreira

### Universidade
| Ano      | Equipe          | PJ  | PT  | MPJ  | AP   | 3P   | LL   | RT  | AS  | BR  | TO | PPJ  |
| -------- | --------------- | --- | --- | ---- | ---- | ---- | ---- | --- | --- | --- | -- | ---- |
| 2019–20  | San Diego State | 18  | 0   | 5.9  | .353 | .222 | .375 | 1.7 | .2  | .3  | .1 | 1.9  |
| 2020–21  | San Diego State | 24  | 0   | 13.5 | .452 | .333 | .550 | 3.6 | .7  | .3  | .5 | 4.0  |
| 2021–22  | San Diego State | 32  | 32  | 23.8 | .553 | .182 | .644 | 4.5 | 1.0 | .7  | .6 | 7.2  |
| 2022–23  | San Diego State | 39  | 39  | 22.2 | .532 | .262 | .648 | 5.0 | .7  | .5  | .5 | 7.7  |
| 2023–24  | Arizona         | 36  | 36  | 27.6 | .530 | .387 | .710 | 5.9 | 1.8 | 1.0 | .7 | 11.5 |
| Carreira | Carreira        | 149 | 107 | 18.6 | .484 | .277 | .585 | 4.1 | .8  | .5  | .4 | 6.4  |

## Links externos
- Biografia do Arizona Wildcats
- Biografia de San Diego